# Gunnar Thim

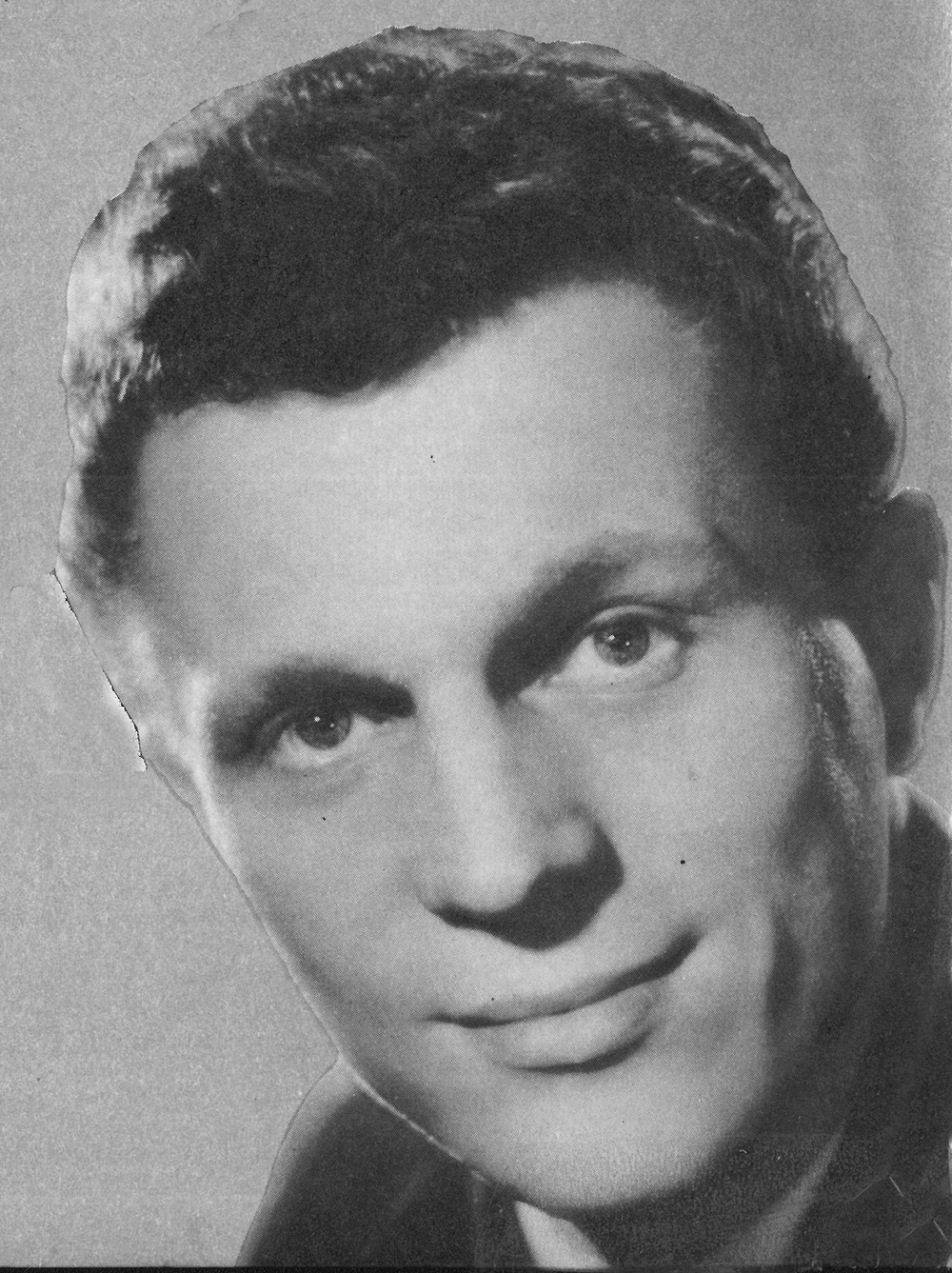
Gunnar Thim på EP-omslag 1957

Gunnar Thim, född Karl Julius Gunnar Törnblom 24 mars 1922 i Stockholm, död 2 oktober 1993 i Bandhagen, var en svensk skådespelare och sångare. 
Genombrottet som sångartist inför en större publik fick han i Hylands hörna, den 19 januari 1963. Vägen dit hade varit lång, krokig och äventyrlig via musik-, sång- och teaterskolor, däribland Dramatens elevskola. Vidare fick han jobb som reklamtecknare, programledarskap hos Radio Nord, medverkan i Tjadden-revyn, elev på violin hos Musikaliska akademien, vokalist hos Olle Johnny, Seymour Österwall, Emil Iwring, Erik Frank och Allan Johansson.
Störst framgångar hade han som sångare med schlagerrepertoar och lyckades få två placeringar på Svensktoppen. Den första 1963 med "Varför sover inte du" och 1965 med "Maskros och tjärdoft", 4 månader innan upphovsmannen Carl Anton fick in den på Svensktoppen. Gunnar Thim turnerade en hel del i folkparkerna med olika artister och fick 1957 även turnera i Amerikas svenskbygder i sällskap med bl.a. Sickan Carlsson, Gösta Bernhard och Stig Järrel.    

Filmografi 1955 – Flicka i kasern
- 1955 – Den glade skomakaren
- 1956 – Den hårda leken
- 1956 – Sången om den eldröda blomman
- 1958 – Var det nödvändigt?